# Grönländische Fußballmeisterschaft 2007
Die Grönländische Fußballmeisterschaft 2007 war die 45. Spielzeit der Grönländischen Fußballmeisterschaft.
Meister wurde zum zehnten Mal und zum zweiten Mal in Folge Rekordmeister N-48 Ilulissat.

## Teilnehmer
Folgende Mannschaften nahmen an der Schlussrunde teil:
- FC Malamuk Uummannaq
- N-48 Ilulissat
- Kugsak-45 Qasigiannguit
- Kâgssagssuk Maniitsoq
- B-67 Nuuk
- K-33 Qaqortoq
- Eĸaluk-54 Tasiusaq
- TM-62 Kulusuk

## Modus
Erneut ist nur die Schlussrunde überliefert. Diese wurde wie üblich in zwei Vierergruppen ausgetragen, wonach eine K.-o.-Phase folgte.

## Ergebnisse

### Vorrunde
Die Spiele fanden in Nuuk statt.
Gruppe A
| Pl. | Verein                | Sp. | S | U | N | Tore    | Punkte |
| --- | --------------------- | --- | - | - | - | ------- | ------ |
| 1.  | TM-62 Kulusuk         | 3   | 2 | 1 | 0 | 005:200 | 07     |
| 2.  | N-48 Ilulissat        | 3   | 1 | 2 | 0 | 005:200 | 05     |
| 3.  | Eĸaluk-54 Tasiusaq    | 3   | 1 | 0 | 2 | 006:700 | 03     |
| 4.  | Kâgssagssuk Maniitsoq | 3   | 0 | 1 | 2 | 004:900 | 01     |

| Datum          |                       | Ergebnis |                       |
| -------------- | --------------------- | -------- | --------------------- |
| 6. August 2007 | TM-62 Kulusuk         | 2:0      | Eĸaluk-54 Tasiusaq    |
| 7. August 2007 | TM-62 Kulusuk         | 2:1      | Kâgssagssuk Maniitsoq |
| 7. August 2007 | Eĸaluk-54 Tasiusaq    | 0:3      | N-48 Ilulissat        |
| 8. August 2007 | TM-62 Kulusuk         | 1:1      | N-48 Ilulissat        |
| 8. August 2007 | Eĸaluk-54 Tasiusaq    | 6:2      | Kâgssagssuk Maniitsoq |
| 9. August 2007 | Kâgssagssuk Maniitsoq | 1:1      | N-48 Ilulissat        |

Gruppe B
| Pl. | Verein                  | Sp. | S | U | N | Tore    | Punkte |
| --- | ----------------------- | --- | - | - | - | ------- | ------ |
| 1.  | K-33 Qaqortoq           | 3   | 2 | 0 | 1 | 003:300 | 06     |
| 2.  | Kugsak-45 Qasigiannguit | 3   | 1 | 1 | 1 | 002:200 | 04     |
| 3.  | FC Malamuk Uummannaq    | 3   | 1 | 1 | 1 | 003:500 | 04     |
| 4.  | B-67 Nuuk               | 3   | 1 | 0 | 2 | 005:300 | 03     |

| Datum          |                         | Ergebnis |                      |
| -------------- | ----------------------- | -------- | -------------------- |
| 6. August 2007 | FC Malamuk Uummannaq    | 0:4      | B-67 Nuuk            |
| 7. August 2007 | Kugsak-45 Qasigiannguit | 1:1      | FC Malamuk Uummannaq |
| 7. August 2007 | K-33 Qaqortoq           | 2:1      | B-67 Nuuk            |
| 8. August 2007 | Kugsak-45 Qasigiannguit | 1:0      | B-67 Nuuk            |
| 8. August 2007 | K-33 Qaqortoq           | 0:2      | FC Malamuk Uummannaq |
| 9. August 2007 | Kugsak-45 Qasigiannguit | 0:1      | K-33 Qaqortoq        |

### Platzierungsspiele
Halbfinale
| Datum           |               | Ergebnis |                         | Ort  |
| --------------- | ------------- | -------- | ----------------------- | ---- |
| 10. August 2007 | TM-62 Kulusuk | 0:2      | Kugsak-45 Qasigiannguit | Nuuk |
| 10. August 2007 | K-33 Qaqortoq | 0:1      | N-48 Ilulissat          | Nuuk |

Spiel um Platz 7
| Datum           |                       | Ergebnis |           | Ort  |
| --------------- | --------------------- | -------- | --------- | ---- |
| 10. August 2007 | Kâgssagssuk Maniitsoq | 0:10     | B-67 Nuuk | Nuuk |

Spiel um Platz 5
| Datum           |                    | Ergebnis |                      | Ort  |
| --------------- | ------------------ | -------- | -------------------- | ---- |
| 10. August 2007 | Eĸaluk-54 Tasiusaq | 1:2      | FC Malamuk Uummannaq | Nuuk |

Spiel um Platz 3
| Datum           |               | Ergebnis |               | Ort  |
| --------------- | ------------- | -------- | ------------- | ---- |
| 11. August 2007 | K-33 Qaqortoq | 1:0      | TM-62 Kulusuk | Nuuk |

Finale
| Datum           |                | Ergebnis |                         | Ort  |
| --------------- | -------------- | -------- | ----------------------- | ---- |
| 11. August 2007 | N-48 Ilulissat | 2:0      | Kugsak-45 Qasigiannguit | Nuuk |